# Trams in Friesland
In de provincie Friesland hebben tramlijnen gelegen gedurende ruim een eeuw, tussen 1880 en 1985. Alle lijnen waren aangelegd en geëxploiteerd door de Nederlandsche Tramweg Maatschappij (NTM). Ondanks de naam was dit trambedrijf uitsluitend actief in Friesland en aangrenzende delen van Groningen, Drenthe en Overijssel.

## Zie verder
- Nederlandsche Tramweg Maatschappij (NTM)